# Bahta Hagos
Bahta Hagos (Segeneiti,  fue un jefe tribal eritreo y un Dejazmach (General del Ejército Etíope), originario de la región de Akkele Guzay. Es recordado por ser un líder de la resistencia de Eritrea contra la dominación extranjera. Aliado de los italianos, pidió perdón al emperador Menelik II. Inició una rebelión, y se enfrentó a los italianos en la batalla de Halay, donde murió. La rebelión ocurrió en momentos previos a la planificada invasión italiana a Etiopía que inició la primera guerra italo-etíope.

## Biografía

### Primeros años
Nació a mediados del siglo XIX en la ciudad de Segeneiti.

### Inicios militares
En un principio, Bahta Hagos obtuvo cierto grado de reconocimiento local luego de que en 1875 diera muerte a Embaye Araya hijo de Ras Araya, un gobernador etíope, en una escaramuza precipitada por asalto de la zona. En aquel entonces Bahta Hagos y otros jefes tribales eritreanos estaban en constante conflicto con las fuerzas etíopes del rey Juan IV bajo el mando de Ras Alula. 
En 1880, Bahta Hagos logró eludir los esfuerzos de Ras Alula por capturarlo, y posteriormente en ese mismo año se alió con la guarnición egipcia de Sanhit, (Actualmente se llama Keren). En 1885, la presencia colonial italiana desplazó a los derrotados egipcios, ocupando el puerto de Massawa. A raíz de esto, Batha buscó aliarse con los italianos, con la esperanza de mantener cierto grado de independencia, especialmente con respecto de la influencia que ejercía Etiopía.

### Rebelión contra los italianos
En consecuencia, Bahta Hagos tomó el control de Akkele Guznay en 1889, y sus propias fuerzas formaron parte del ejército italiano que creó la Eritrea italiana. Luchó junto a los italianos en contra de Muhammad Ahmad en la Batalla de Agordat en diciembre de 1893.
Bahta Hagos se fue desilusionando del comportamiento del Gobierno Colonial Italiano y de sus soldados, en especial a causa de las expropiaciones de las tierras del clero. Comprende además, que Menelik estaba consolidando su poder en el sur, con planes de desplazar a los italianos. En junio de 1894, él, junto con Ras Yohannes Mengesha, Ras Alula y Mikael Wolde, viajó a Addis Abeba a solicitar el perdón del Rey por sus relaciones con Orestes Baratieri. Menelik le perdonó. Además, ofreció la corona de Tigray a Mangesha, a cambio de su lealtad y su colaboración en la expulsión de los italianos.
En diciembre de 1894, Bahta Hagos movilizó unilateralmente su ejército de 1600 hombres contra los italianos, al momento que solicitaba el apoyo de Mengesha. En Segeneiti capturó al administrador colonial italiano, y declaró la independencia de Akkele Guzay, autoproclamándose "vengador de los derechos pisoteados por los italianos". El Gobernador de Eritrea, Orestes Baratieri ordenó al Mayor Pietro Toselli dirigir su batallón contra Segeneiti el día 15 de diciembre.
A su llegada, intentó negociar con Bahta Hagos, para ganar tiempo, mientras llegaban refuerzos italianos a la ciudad. El día 17 Toselli contaba ya con 1.500 hombres y dos piezas de artillería. En la mañana del día 18 Toselli movilizó sus tropas contra Bahta Hagos, pero éste había huido secretamente de Segeneiti en la noche, trasladando sus fuerzas al norte contra una pequeña guarnición italiana de 200 hombres en el fuerte Halay, al mando del capitán Castellazzi. Toselli, adivinando corretamente el plan de Bahta Hagos, puso en marcha sus tropas hacia Halay.

### Muerte de Bahta Hagos
En Halay, Bahta Hagos solicita la rendición incondicional de las fuerzas de Castellazzi, y el abandono de la fortaleza. Tras el fracaso de las negociaciones, a las 13:30 Bahta Hagos ordenó el ataque. La situación se volvió crítica para los italianos, quienes hacia las 16:45 se encontraban casi sin municiciones. En ese momento, arribaron las fuerzas de Toselli, lanzando un ataque por la retaguardia de las fuerzas eritreanas. En la batalla Bahta Hagos resultó muerto, y sus fuerzas huyeron. Muchos de los cuales decidieron unirse a las fuerzas de Mengesha. 
Debido a su influencia, después de su muerte, su entierro fue prohibido por el gobierno colonial italiano, pues se temía que su memorial serviría para alimentar una rebelión. Su cuerpo fue enterrado secretamente en Halay, y más tarde se trasladó a Segeneiti en 1953. En 2007 fue establecido para el descanso, una vez más, en un monumento de nueva construcción, con una guardia de honor en memoria de su lucha.